# El gran sarao
El gran sarao es una historieta de 1990 perteneciente a la serie Mortadelo y Filemón del dibujante de cómics español Francisco Ibáñez . 

## Sinopsis
La esposa del director general quiere organizar un sarao para conmemorar los 25 años de la colocación de la primera piedra de la T.I.A. Mortadelo y Filemón se encargarán de organizar todo para que la fiesta resulte un éxito.

## Autoría
Esta historieta es una de las últimas de la llamada "etapa negra" de Ibáñez. Las primeras ocho páginas están hechas por un autor anónimo y tienen la firma-tampón de Ibáñez; el resto de episodios, que parecen hechos por otra persona, ni se molestan en ponerla. La editora Julia Galán cuestionó a Ibáñez el entregar material de tan mala calidad, tanto a nivel gráfico como argumental, como el de esta historieta (así como Los espantajomanes y El inspector general), lo que daría más tarde a una renovación de la serie.